# Маскоґі (округ, Оклахома)
Шаблон:StateAbbr_ 35°37′ пн. ш. 95°23′ зх. д. / 35.61° пн. ш. 95.38° зх. д.
Округ Маскогі (англ. Muskogee County) — округ (графство) у штаті Оклахома, США. Ідентифікатор округу 40101.

## Історія
Округ утворений 1907 року.

## Демографія
За даними перепису
2000 року
загальне населення округу становило 69451 осіб, зокрема міського населення було 42205, а сільського — 27246.
Серед мешканців округу чоловіків було 33515, а жінок — 35936. В окрузі було 26458 домогосподарств, 18463 родин, які мешкали в 29575 будинках.
Середній розмір родини становив 3,03.
Віковий розподіл населення поданий у таблиці:
| Стать    | До 15 років | 15-21 | 22-29 | 30-39 | 40-49 | 50-65 | 65-85 | Понад 85 |
| -------- | ----------- | ----- | ----- | ----- | ----- | ----- | ----- | -------- |
| Чоловіки | 7604        | 3761  | 3282  | 4426  | 4972  | 5208  | 3863  | 399      |
| Жінки    | 7145        | 3562  | 3359  | 4737  | 5143  | 5628  | 5265  | 1097     |

## Суміжні округи
- Вагонер — північ
- Черокі — північний схід
- Секвоя — схід
- Гаскелл — південний схід
- Макінтош — південний захід
- Окмалгі — захід

## Виноски
1. ↑  U.S. Decennial Census. United States Census Bureau. Архів оригіналу за 4 квітня 2018. Процитовано 21 лютого 2015.
2. ↑  Historical Census Browser. University of Virginia Library. Архів оригіналу за 11 серпня 2012. Процитовано 21 лютого 2015.
3. ↑  Forstall, Richard L., ред. (27 березня 1995). Population of Counties by Decennial Census: 1900 to 1990. United States Census Bureau. Архів оригіналу за 19 лютого 2015. Процитовано 21 лютого 2015.
4. ↑  Census 2000 PHC-T-4. Ranking Tables for Counties: 1990 and 2000 (PDF). United States Census Bureau. 2 квітня 2001. Архів оригіналу (PDF) за 18 грудня 2014. Процитовано 21 лютого 2015.
5. ↑  State & County QuickFacts. United States Census Bureau. Архів оригіналу за 6 червня 2011. Процитовано 9 листопада 2013.(англ.) Наведено за англійською вікіпедією.
6. ↑  American FactFinder. Бюро перепису населення США. Архів оригіналу за 26 лютого 2012. Процитовано 31 січня 2008.

| США | Це незавершена стаття з географії США. Ви можете допомогти проєкту, виправивши або дописавши її. |